# 韓國鐵道公社371000系電力動車組
韓國鐵道公社371000系電力動車組（韓語：한국철도공사 371000호대 전동차／韓國鐵道公社 371000號帶 電動車）是韓國鐵道公社的通勤型電力動車組，在京江線營運。

## 概要
列車自2016年9月24日開始在首都圈電鐵京江線使用，基於331000系製造的，如機殼由鋁合金製成，但受電弓更改為單臂式，並已製造了附加的刮水器。

## 编组
|          | 371000 ←板橋方向驪州方向→ |            |            |             |
| 車廂編號 | 1                         | 2          | 3          | 4           |
| 形式區分 | 3710XX (Tc)               | 3711XX (M) | 3712XX (M) | 3719XX (Tc) |
| 动力单元 | 单元1                     | 单元1      | 单元2      | 单元2       |
| 其他設備 |                           |            |            |             |
| 安裝機器 | SIV,CP,BT                 | VVVF,Mtr   | VVVF,Mtr   | SIV,CP,BT   |
| 車輛重量 | 33.0t                     | 42.0t      | 42.0t      | 33.0t       |
| 載客量   | 148人                     | 160人      | 160人      | 148人       |

範例
- VVVF：主控制裝置（VVVF變頻器）
- Mtr：主變壓器
- SIV：靜式變流器
- CP：電動空氣壓縮機
- BT：蓄電池

## 列車當前配屬
- 夫鉢車輛事業所：37101~37112

## 運行區間
●首都圈電鐵京江線：板橋  - 驪州

## 圖片

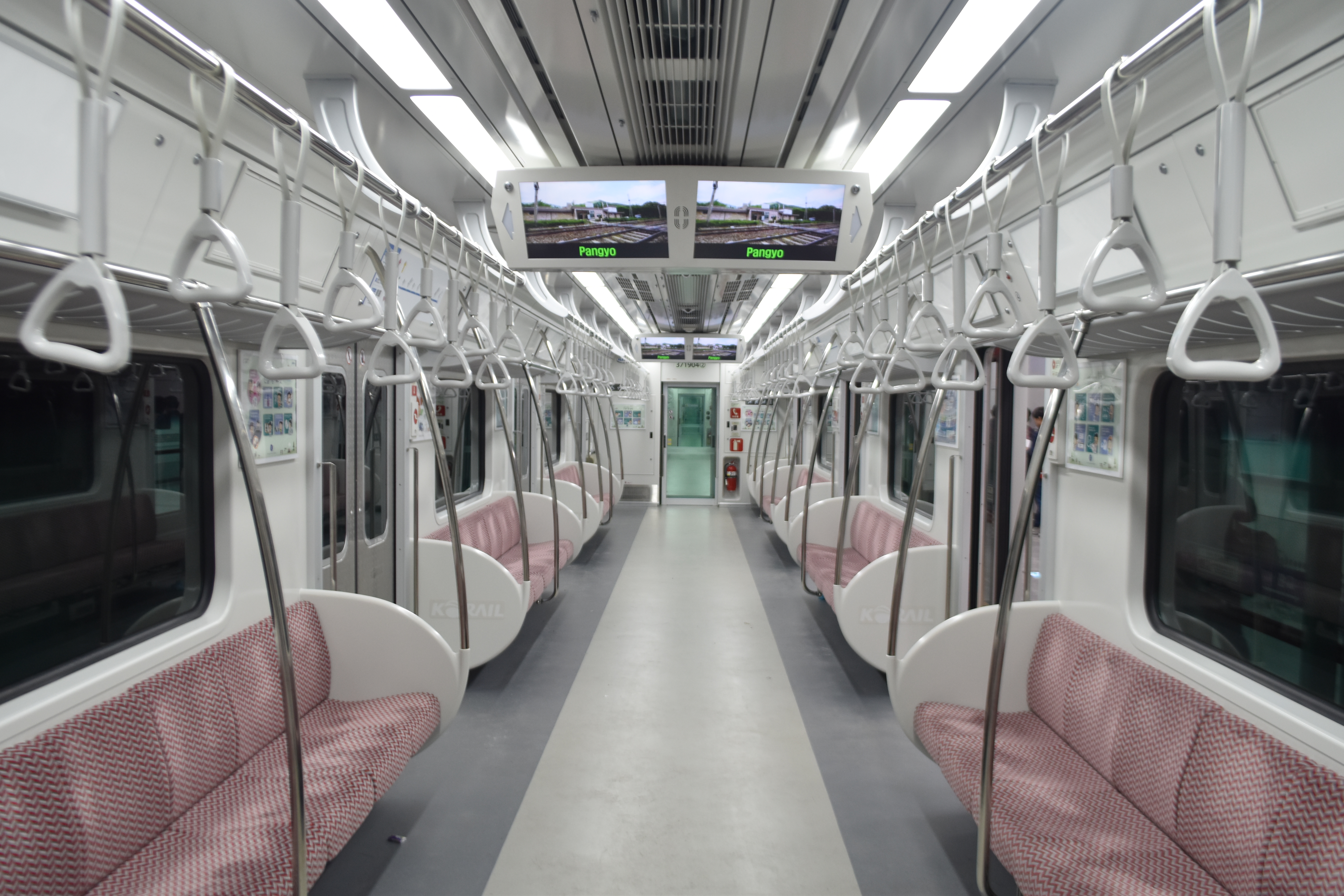
車廂內部
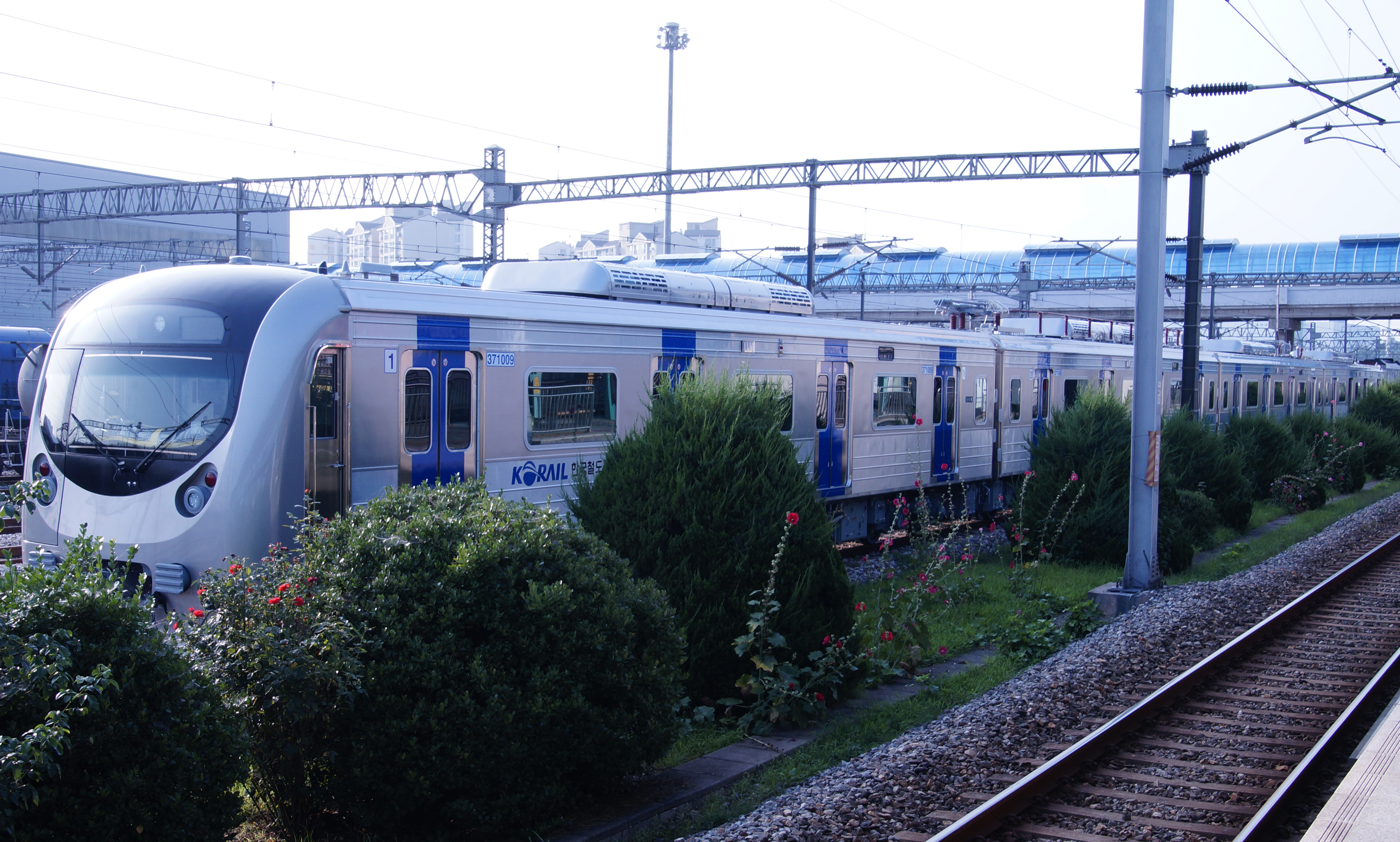
371009車次